# Nessia burtonii
Nessia burtonii (нессія Бертона) — вид сцинкоподібних ящірок родини сцинкових (Scincidae). Ендемік Шрі-Ланки. Вид названий на честь британського лікаря і зоолога Едварда Бертона (1790–1867).

## Опис
Нессії Бертона мають струнке, циліндричної форми тіло та загострену голову. На кожній кінцівці є три крихітних пальці, на кожному є кіготь. Посередні тіла 24-26 рядів лусок. Спина має коричневе або світло-червонувато-коричневе забарвлення, кожна луска має темний край. Нижня частина тіла кремова або сіра.

## Поширення і екологія
Нессії Бертона мешкають на вологому південному заході Шрі-Ланки. Вони живуть у вологих гірських тропічних лісах, на плантаціях та в садах, на висоті від 660 до 1200 м над рівнем моря. Ведуть нічний, риючий спосіб життя, зустрічаються під камінням і поваленими деревами та серед опалого листя. Живляться комахами і дощовими черв'яками. Відкладають яйця, в кладці 2 яйця.

## Збереження
МСОП класифікує стан збереження цього виду як близький до загрозливого. Nessia burtonii загрожує знищення природного середовища.